# Platygyra

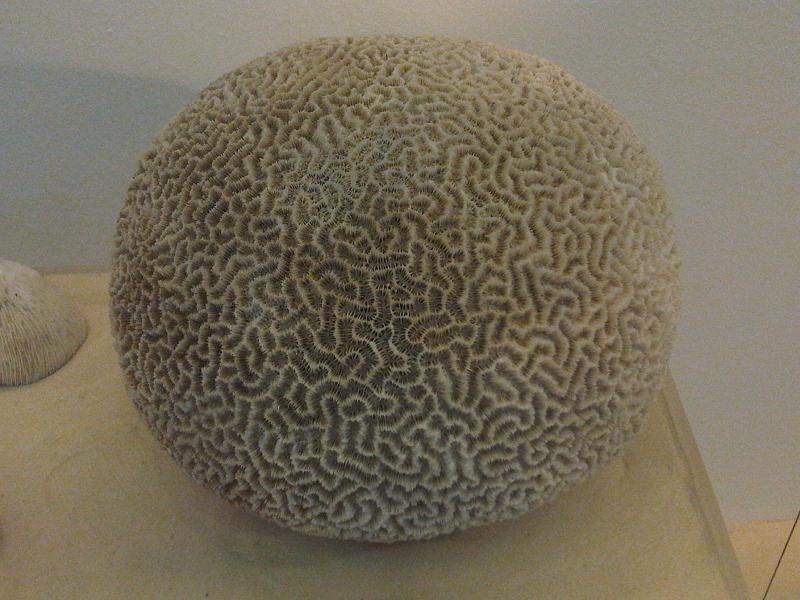
Esqueleto de Platygyra en el Natural History Museum, Londres, Inglaterra.

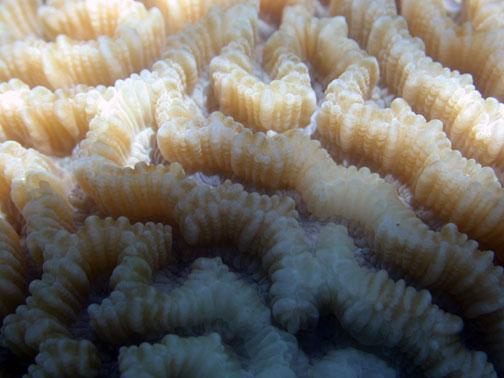
Detalle de las crestas de los coralitos en la superficie de una colonia de Platygyra daedalea

Platygyra es un género de corales que pertenece al grupo de los corales duros, orden Scleractinia, dentro de la familia Merulinidae. 
Su esqueleto es macizo y está compuesto de carbonato cálcico. Tras la muerte del coral, su esqueleto contribuye a la generación de nuevos arrecifes en la naturaleza, debido a que la acción del CO2 convierte muy lentamente su esqueleto en bicarbonato cálcico, sustancia ésta asimilable directamente por las colonias coralinas. 

## Taxonomía
Dados los avances científicos, que facilitan, tanto la exploración y recolección de especies, como los análisis filogenéticos moleculares, o las imágenes proporcionadas por el microscopio electrónico de barrido, asistimos a una permanente reclasificación de los clados taxonómicos. Debido a ello, el género Platygyra ha estado enmarcado hasta hace muy poco tiempo en la familia Faviidae, siendo reclasificado por el Registro Mundial de Especies Marinas, sobre la base de recientes estudios, que lo asignan a la familia Merulinidae. No obstante, ni el Sistema Integrado de Información Taxonómica, ITIS, ni la Lista Roja de Especies Amenazadas de la UICN, han actualizado su taxonomía, manteniendo a Platygyra, hasta el momento, en la familia Faviidae.

## Especies
El Registro Mundial de Especies Marinas acepta como válidas las siguientes especies, habiendo valorado su estado de conservación la UICN:
- Platygyra acuta. Veron, 2002. Estado: Casi amenazada ver.3.1.
- Platygyra carnosa. Veron, 2002. Estado: Casi amenazada ver.3.1.
- Platygyra contorta. Veron, 1990. Estado: Preocupación menor ver.3.1.
- Platygyra crosslandi. (Matthai, 1928). Estado: Casi amenazada ver.3.1.
- Platygyra daedalea. (Ellis & Solander, 1786). Estado: Preocupación menor ver.3.1.
- Platygyra lamellina. (Ehrenberg, 1834). Estado: Casi amenazada ver.3.1.
- Platygyra pini. Chevalier, 1975. Estado: Preocupación menor ver.3.1.
- Platygyra ryukyuensis. Yabe & Sugiyama, 1935. Estado: Casi amenazada ver.3.1.
- Platygyra sinensis. (Milne Edwards & Haime, 1849). Estado: Preocupación menor ver.3.1.
- Platygyra verweyi. Wijsman-Best, 1976. Estado: Casi amenazada ver.3.1.
- Platygyra yaeyamaensis. (Eguchi & Shirai, 1977). Estado: Vulnerable A4c ver 3.1.

- Platygyra exigua Nemenzo, 1959 (nomen dubium)

## Morfología
Las colonias pueden ser esféricas, en forma de cúpula, aplanadas o masivas. Este coral es meandroide, lo que quiere decir que su esqueleto forma valles sinuosos en su superficie. En ocasiones también es cerioide, que significa que comparte paredes de los coralitos, mezclándose.
Su coloración varía según la especie y las condiciones ambientales de ésta. La gama de colores abarca el marrón, amarillo, verde o gris, a menudo con los valles contrastando con tonos blancos, crema, púrpura o rosa. 
Normalmente sólo extiende sus tentáculos durante la noche.

## Hábitat y distribución
Habitan en diversas partes del arrecife, aunque son más comunes en las laderas de arrecifes, localizados en los mares tropicales, en zonas poco profundas, entre 3 y 40 m., bien iluminadas y cercanas a las costas.
Se distribuyen en el océano Indo-Pacífico, desde las costas orientales de África hasta Oceanía, junto a las costas NO y NE de Australia, Filipinas y en Fiyi.

## Alimentación
Los pólipos contienen algas simbióticas; mutualistas (ambos organismos se benefician de la relación) llamadas zooxantelas. Las algas realizan la fotosíntesis produciendo oxígeno y azúcares, que son aprovechados por los pólipos, y se alimentan de los catabolitos del coral (especialmente fósforo y nitrógeno). Esto les proporciona entre el 70 y el 95% de sus necesidades alimenticias. El resto lo obtienen atrapando plancton microscópico mediante los tentáculos de sus pólipos, y absorbiendo materia orgánica (vitaminas, ácidos grasos...) disuelta en el agua, a través de las bocas de los pólipos.

## Reproducción
Se reproducen asexualmente mediante gemación, y sexualmente, lanzando al exterior sus células sexuales. En este tipo de reproducción, la mayoría de los corales liberan óvulos y espermatozoides al agua, siendo por tanto la fecundación externa. Los huevos una vez en el exterior, permanecen a la deriva arrastrados por las corrientes varios días, más tarde se forma una larva plánula que, tras deambular por la columna de agua marina, y en un porcentaje de supervivencia que oscila entre el 18 y el 25 %, cae al fondo, se adhiere a él y comienza su transformación a pólipo. El pólipo genera un esqueleto cálcico, llamado coralito, y posteriormente, se multiplica asexualmente mediante gemación, lo que conforma la colonia coralina.

## Mantenimiento
Este coral es moderadamente difícil de mantener, pues son más susceptibles al blanqueamiento y a la necrosis de tejido, debido al estrés. 
Una luz de moderada a alta satisfará a la mayoría de las colonias. Respecto a la corriente, deberá ser moderada. 
Es una especie agresiva con otros corales y posee tentáculos "barredores" con células urticantes, por lo que no se debe juntar a otras especies. 
Debemos añadir microplancton u otros preparados para animales filtradores, adaptados a sus pequeños pólipos.
Con independencia del resto de niveles  de los parámetros comunes del acuario marino: salinidad, calcio, magnesio, dureza, etc., hay que mantener los fosfatos a cero y los nitratos a menos de 2 ppm, y fosfatos en menos de 0,06 ppm. Algunos autores, con independencia de aditar oligoelementos (yodo, hierro, manganeso, etc.), recomiendan aditar estroncio hasta mantener un nivel de 10 ppm.
Se recomienda cambios de agua semanales del 15% del volumen del acuario.

## Galería

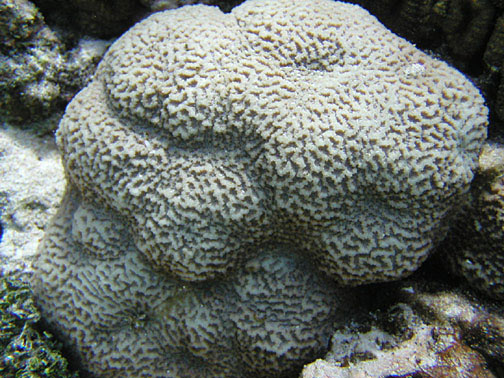
Platygyra contorta
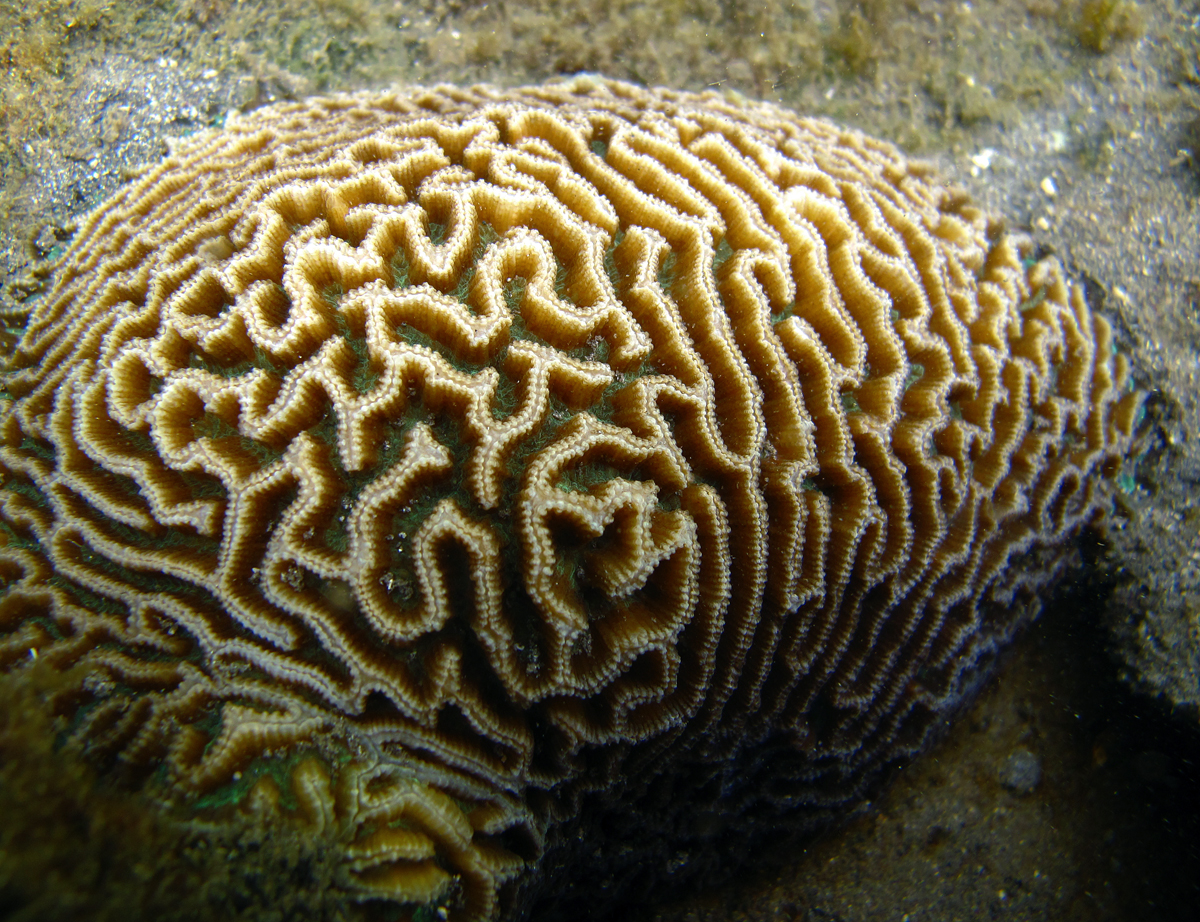
Platygyra daedalea
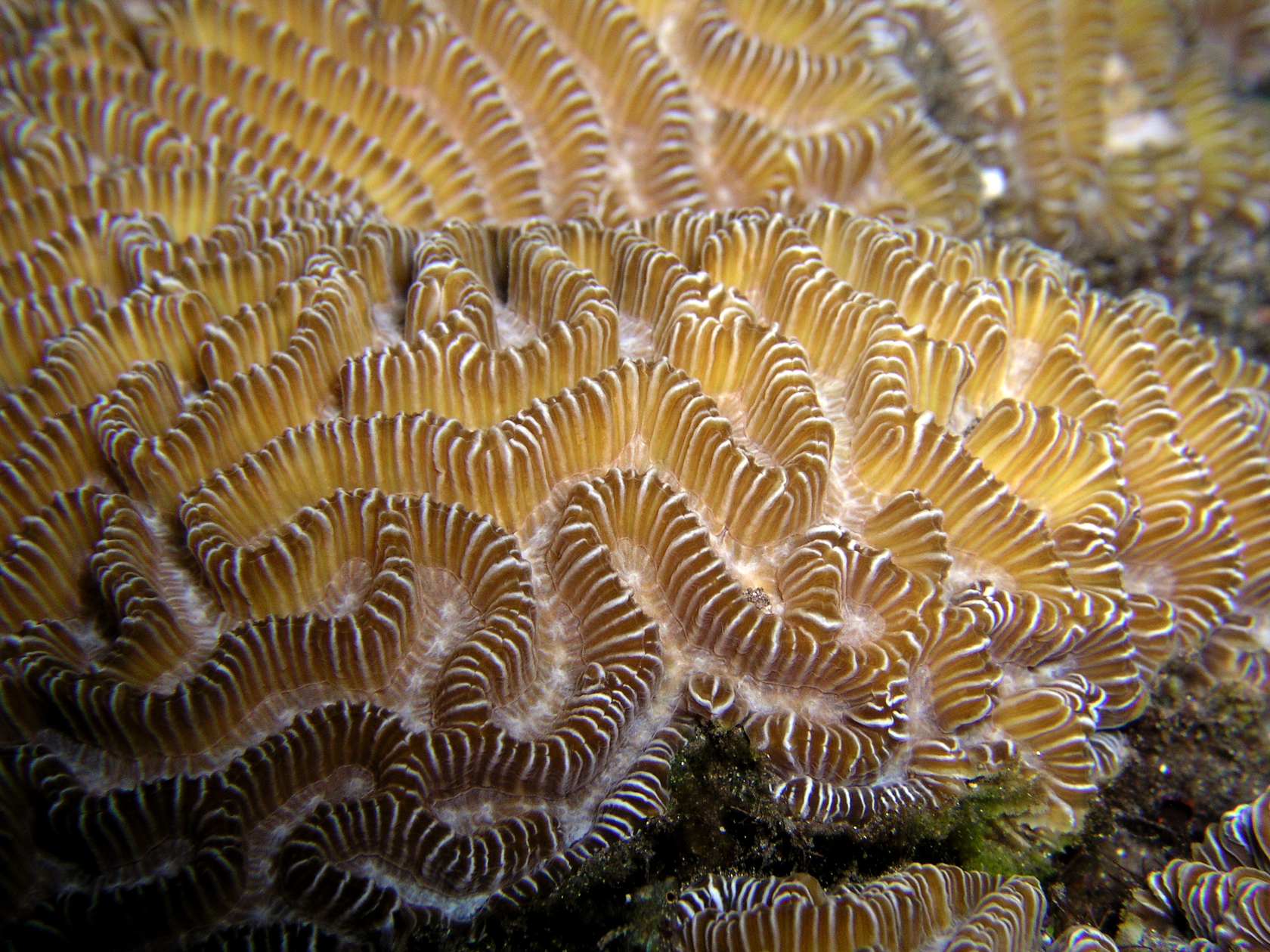
Platygyra lamellina
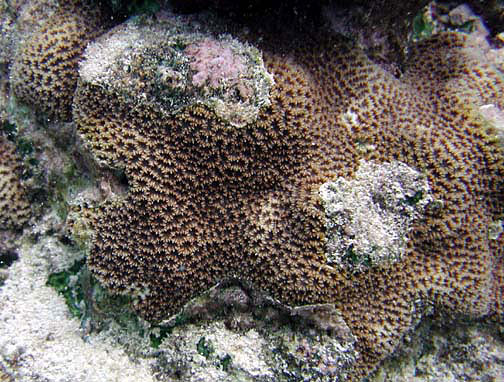
Platygyra pini
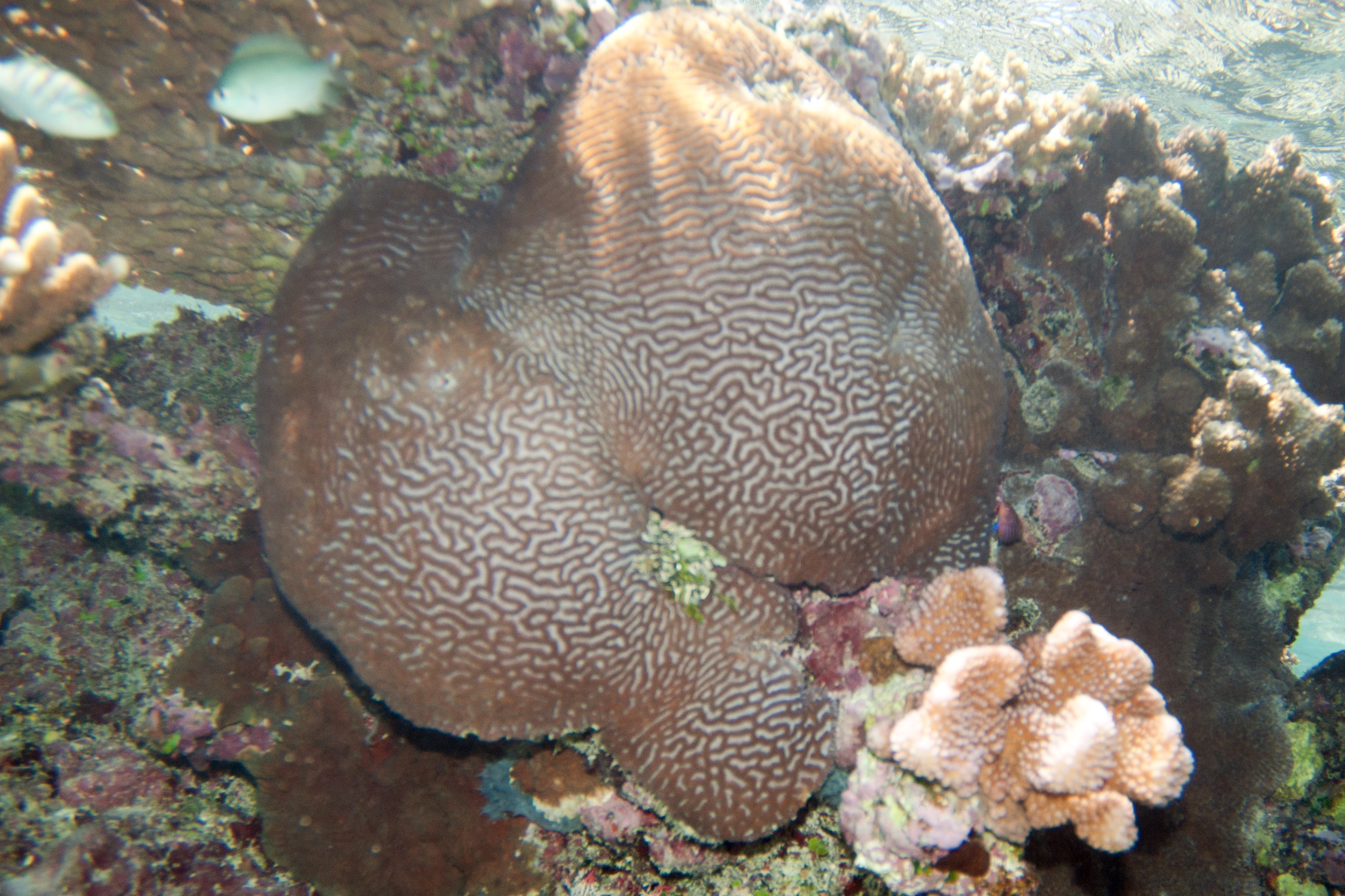
Platygyra ryukyuensis
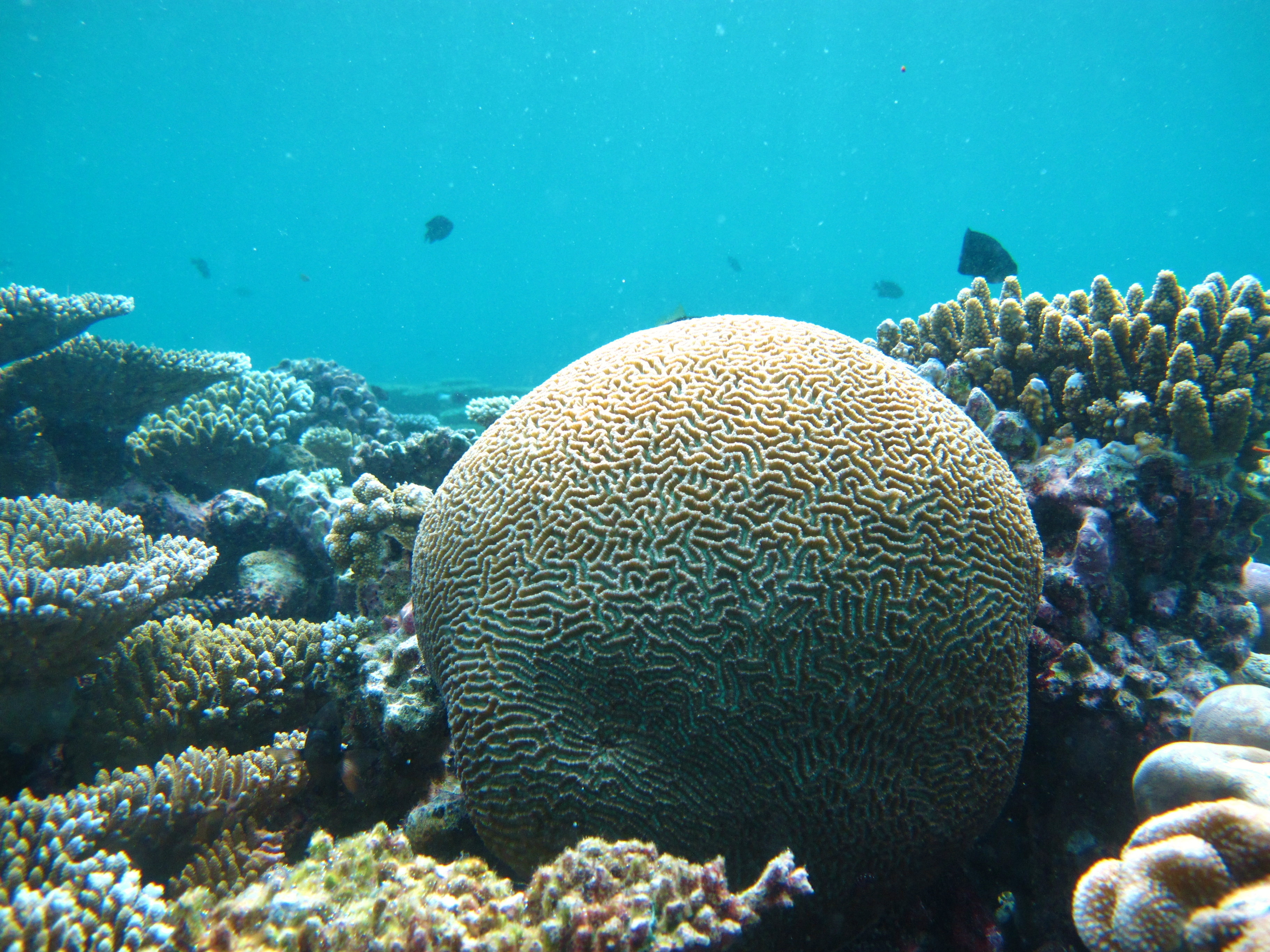
Platygyra sinensis